# Mou Sogn
Mou Sogn er et sogn i Aalborg Østre Provsti (Aalborg Stift).
I 1800-tallet var Mou Sogn et selvstændigt pastorat. Det hørte til Fleskum Herred i Aalborg Amt. Mou sognekommune blev ved kommunalreformen i 1970 indlemmet i Sejlflod Kommune, der ved strukturreformen i 2007 indgik i Aalborg Kommune.
I Mou Sogn ligger Mou Kirke fra 1400-tallet og Dokkedal Kirke.
I sognet findes følgende autoriserede stednavne:
- Birkesø (areal)
- Dokkedal (bebyggelse, ejerlav)
- Egense (bebyggelse, ejerlav)
- Egense Fælled (bebyggelse)
- Egensekloster Skov (areal)
- Flansbæk (vandareal)
- Høstemark (bebyggelse, ejerlav)
- Høstemark Skov (areal)
- Hådybet (vandareal)
- Klattrup (bebyggelse)
- Korsholm (areal)
- Kærsholm (bebyggelse)
- Lille Vildmose (areal)
- Mou (bebyggelse, ejerlav)
- Mou Kær (bebyggelse)
- Moubæk (bebyggelse)
- Mulbjerge (areal)
- Mølgårde (bebyggelse)
- Møllegård Huse (bebyggelse)
- Møllesø (areal)
- Skellet (bebyggelse, ejerlav)
- Strebæk (vandareal)
- Storvorde Østerenge (bebyggelse)
- Toftesø (vandareal)
- Vejdyb (vandareal)
- Vesterskov (bebyggelse)